# 宁波书城
29°52′44.04″N 121°33′39.14″E / 29.8789000°N 121.5608722°E

宁波书城标志

宁波书城是中国浙江省宁波市一处图书零售卖场，位于鄞州区甬江边，甬江大桥和外滩大桥之间，原太丰面粉厂旧址。形象标语为“让眼睛散步，让心灵飞翔”。宁波书城由宁波日报报业集团投资，始建于2007年6月9日，于2010年5月8日开放。建成时为华东地区最大的图书零售卖场。

## 工业遗存利用

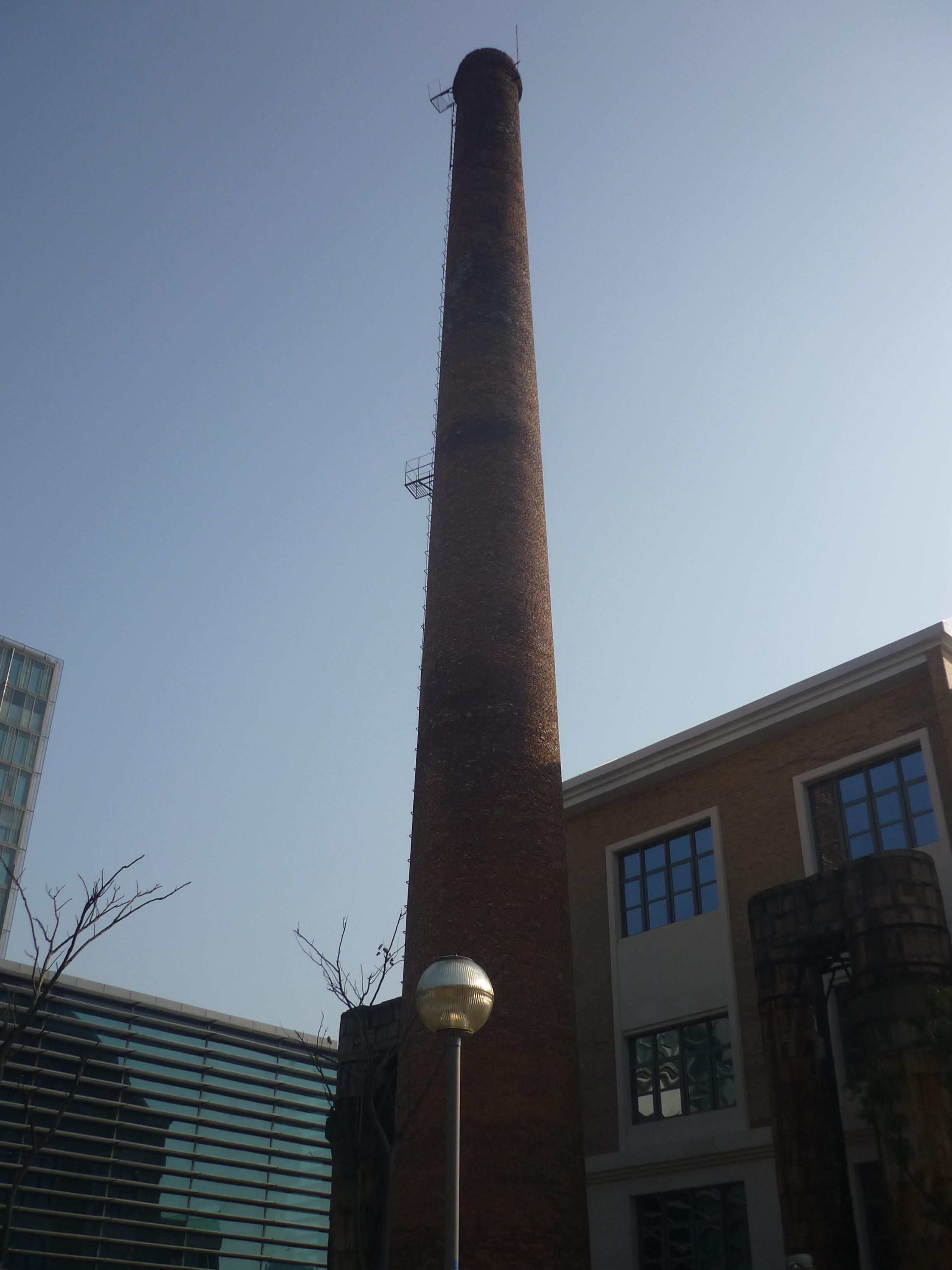
宁波书城内保留的烟囱和水塔

宁波书城位于原太丰面粉厂旧址，其改造工程由工业遗存建筑改造大师、德国人温克设计，经沈磊、王澍、艾未未、马清运等专家评审而中标。主体建筑高66米，表面使用贴附红砖的混凝土作装饰。这是这种建筑形式为中国大陆的首次采用。太丰面粉厂原有的烟囱作为宁波工业发展史的象征在设计中得到保留，并作为中央空调系统燃烧天然气的排气孔。而面粉厂原有的面粉筒则成为文化艺术工坊。
宁波书城改造原面粉厂建筑列表如下：
| 建筑编号 | 原用途 | 新用途             |
| -------- | ------ | ------------------ |
| 2号楼    | 办公楼 | 会所               |
| 3号楼    | 面粉筒 | 文化艺术工坊       |
| 4号楼    | 仓库   | 商场               |
| 5号楼    | 仓库   | 集中式教育培训中心 |
| 6号楼    | 楼梯塔 | 媒体塔             |
| 7号楼    | 锅炉房 | 文化餐饮           |

## 主要建筑

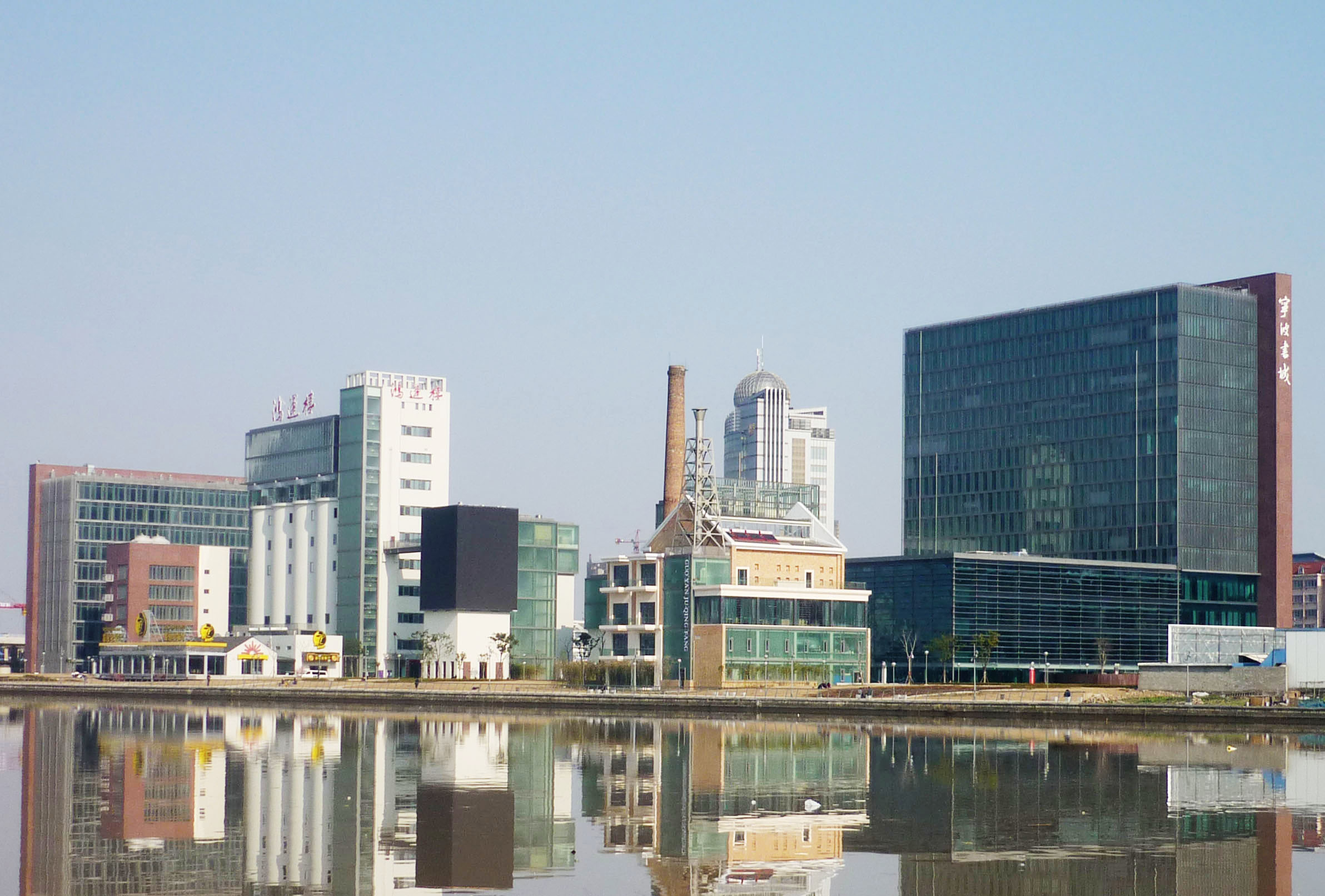
从甬江对岸看宁波书城

宁波书城由8幢单体建筑组成。

### 1号楼
宁波书城1号楼定位为高档主题酒店。建筑为9层建筑，一侧为红砖混凝土墙面，整个建筑形似闭合的书本。前侧主入口利用生锈的铁皮形成圆筒，作为花坛、车棚、车库和喷泉，突出工业遗存的特点。

### 2号楼
宁波书城2号楼定位为会所，建筑共6层，由原面粉厂办公楼改建而成。

### 3号楼
宁波书城3号楼定位为文化艺术工坊和特色休闲餐厅。建筑为6层建筑，由面粉筒改建而成，改建部分将作为文化艺术工作室。而顶部三层加盖部分使用落地玻璃，可以欣赏到三江口的风景，作为特色休闲餐厅使用。

### 4号楼
宁波书城4号楼定位为商场，建筑共5层，由原面粉厂仓库改建而成。建筑内部原有仓库水泥柱被保留，而玻璃则大量采用废旧玻璃重新熔成的U形玻璃。主要功能为教育培训中心、运动超市和体验式健身会所。

### 5号楼
宁波书城5号楼定位为集中式教育培训中心。建筑为4层和6层建筑的结合。其中将设有文体用品商店、儿童快餐、甜品店、个性小铺、集中式培训机构等设施。

### 6号楼
宁波书城6号楼定位为媒体塔，由原面粉厂楼梯塔改建而成，设有宁波面积最大的LED显示屏，同时建有100平方米的公共厕所。

### 7号楼
宁波书城7号楼定位为高档文化餐饮场所。建筑为4层建筑，由面粉厂锅炉房改建而成。原有烟囱成为书城供暖系统的排气设施。

### 8号楼
宁波书城8号楼定位为宁波“阅读”中心，建筑共16层，其中裙楼4层为新华书店所在地，而4-16层为写字楼。一层为中心展示区和名为“天一书阁”的古籍类图书销售区。二层为低幼读物、视听音像制品和休闲水吧。三层为教育类图书、文体用品、学生数码产品经营区和文化教育活动区，四层为科技图书、设计类图书和多功能活动区。

## 但丁雕像

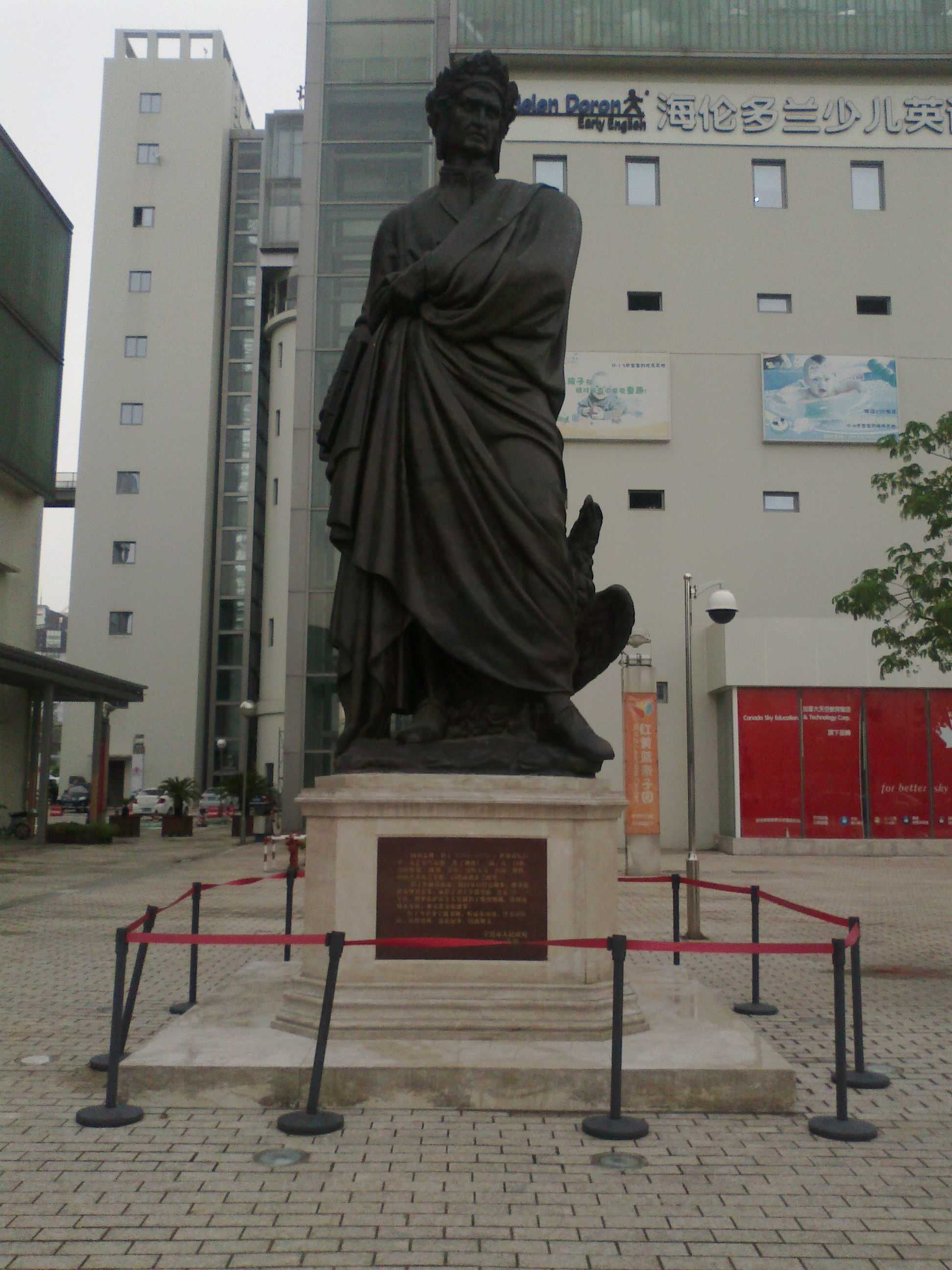
但丁雕像

但丁雕像位于宁波书城广场，按照位于佛罗伦萨市市中心的圣十字教堂前的原像1:1的比例模造，全高4.35米，重约3吨。为了与书城的整体环境相协调，雕像底座做了修改。2011年10月14日凌晨，但丁雕像在宁波书城广场上顺利完成安装。2011年10月20日下午，作为第15届宁波国际服装节的主要活动之一的但丁雕像落成典礼在宁波书城举行。